# Horodźki

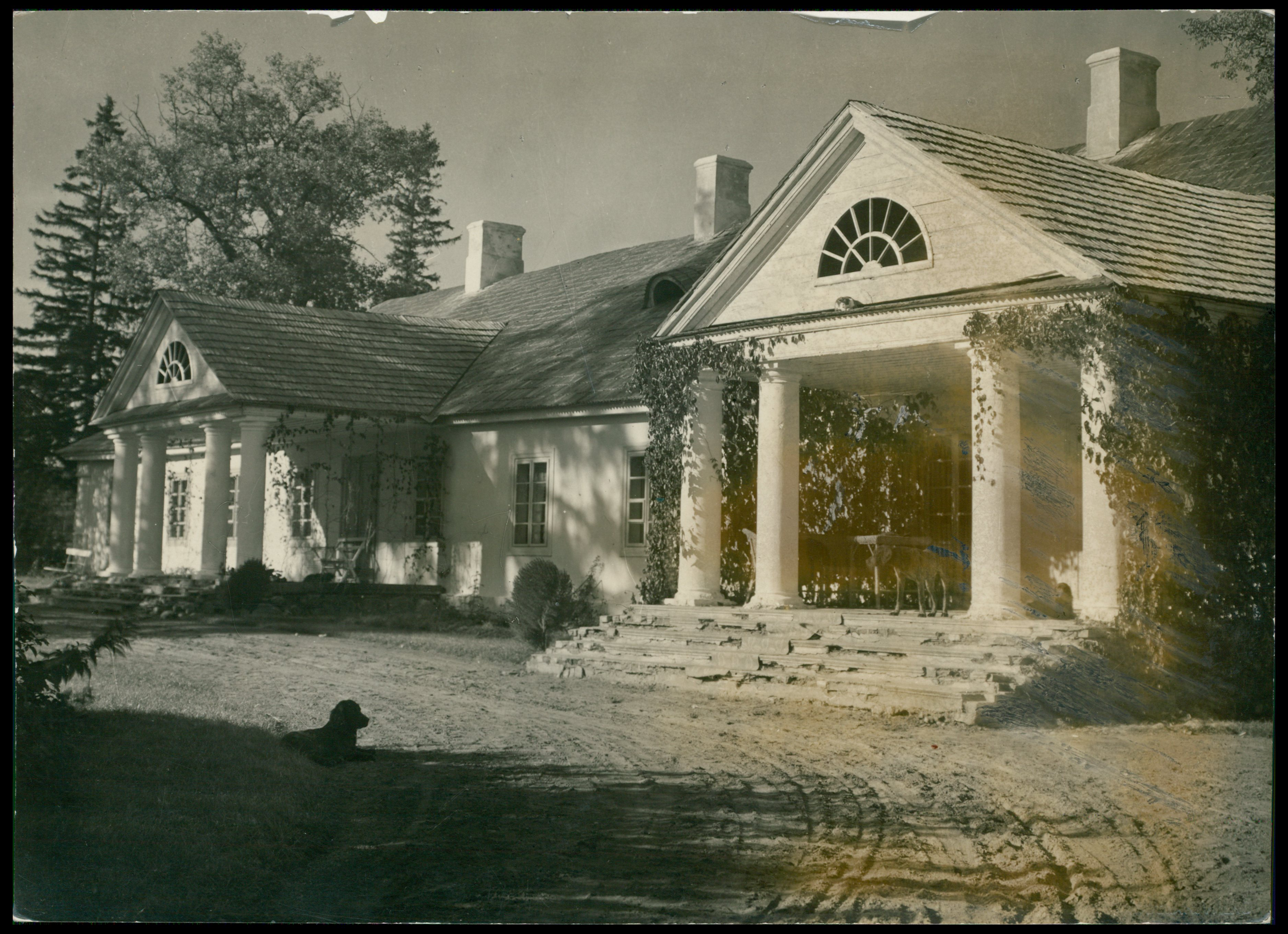
Dwór w 1925 roku na fotografii Jana Bułhaka

Horodźki (biał. Гародзькі; ros. Городьки) – wieś na Białorusi, w rejonie wołożyńskim obwodu mińskiego, nad Berezyną, około 15 km na północny zachód od Wołożyna; siedziba sielsowietu.
Znajduje się tu stacja kolejowa Wołożyn na linii Lida – Mołodeczno.

## Historia
Dobra te, wcześniej należące do Prószyńskich, pod koniec XVIII wieku zostały nadane rosyjskiemu senatorowi Aleksemu Sobolewowi, żonatemu z Polką, Rogowską. Ich majątek składał się z kilku wsi, o łącznej powierzchni 1400 dziesięcin. Córka Sobolewów, Anna wyszła w 1820 roku za Polaka, Kazimierza Feldmana, który w 1831 roku był marszałkiem szlachty powiatu oszmiańskiego w czasie powstania listopadowego. Ich syn, Mikołaj, rotmistrz gwardii carskiej przystąpił do powstania styczniowego, za co został skazany w 1863 roku na karę śmierci, zamienioną na 20 lat zesłania do Orenburga. Córka Mikołaja Feldmana i Władysławy z domu Skrutkowskiej (~1860–1938), Maria Kornelia Wołczaska, była ostatnią właścicielką majątku Horodźki, zmarła na zesłaniu w 1942 roku w Tobolsku.
W wyniku reformy administracyjnej w latach 1565–1566 tereny te weszły w skład powiatu oszmiańskiego województwa wileńskiego Rzeczypospolitej. Po II rozbiorze Polski w 1793 roku miejscowość znalazła się na terenie powiatu oszmiańskiego (ujezdu) guberni wileńskiej. Horodźki były siedzibą gminy. Po ustabilizowaniu się granicy polsko-radzieckiej w 1921 roku Horodźki wróciły do Polski, należały do gminy Zabrzeź w powiecie wołożyńskim województwa nowogródzkiego. Od 1945 roku – w ZSRR, od 1991 roku – na terenie Republiki Białorusi.
Około 1885 roku wieś Horodźki liczyła 77 dusz rewizyjnych, w 1996 roku w agromiasteczku mieszkały 654 osoby, a w 2009 – 556 osób.
W agromiasteczku funkcjonują m.in. parafia prawosławna pw. Opieki Matki Bożej oraz zbór ewangelicki „Droga Życia”.

## Cerkiew Opieki Matki Bożej
W 1866 roku w zachodniej części wsi wzniesiono ceglaną cerkiew w stylu bizantyjsko-rosyjskim, otoczoną kamiennym murem. Budynek tworzą cztery kwadratowe komponenty: dwukondygnacyjna dzwonnica, przedsionek, nawa i pięciokątna apsyda. Wnętrza przykryte są płaskimi sufitami.
Cerkiew do 1990 roku była zamknięta. Została odrestaurowana. Jest świątynią parafialną.

## Nieistniejący dwór
W I połowie XIX wieku znajdował się tu mały dwór, zamieszkały przez administratora dóbr Feldmanów, którzy mieszkali w pobliskim Horodecznie. Dziedzice około 1860 roku przenieśli się do Horodziek w związku z zamiarem budowy pałacu w Horodecznie. Jednak powstanie styczniowe pokrzyżowało te plany: pałacu nie wybudowano, a rodzina Feldmanów osiadła na stałe w Horodźkach. W związku z tym znacznie rozbudowano istniejący tu dom: przedłużono go, dobudowując drugi ganek, zachowując jednak symetrię teraz piętnastoosiowego budynku. Był to drewniany, parterowy dom z czterospadowym dachem gontowym zaopatrzonym w małe lukarny. Oba symetryczne ganki miały trójkątne szczyty wsparte na dwóch parach kolumn każdy, z półokrągłymi oknami.
Układ wnętrz był dwutraktowy, z salami reprezentacyjnymi od strony podjazdu. Główny, tzw. „jasny salon" był między gankami. Główne wejście stanowił prawy z nich. Przylegał do niego płytki przedpokój, z którego na prawo wchodziło się do biblioteki. Od strony ogrodowej, na wysokości przedpokoju był wielki, kwadratowy tzw. „ciemny salon”. Z lewego ganku było wejście na wprost do jadalni.
Dom był otoczony przez stosunkowo niewielki ogród, w którym jednak rosły bardzo stare modrzewie, świerki, lipy, klony i inne drzewa. Przed domem był duży kolisty trawnik z klombem kwiatowym pośrodku.
Majątek Horodźki został opisany w 4. tomie Dziejów rezydencji na dawnych kresach Rzeczypospolitej Romana Aftanazego.